# Ometepe
Ometepe är en ö i Nicaraguasjön i södra Nicaragua. Den består av två vulkaner som är sammanfogade av en landtunga, Istmo Istián, vilket ger ön formen av ett timglas. Omtepe är en populär turistdestination. Sedan 2010 är hela ön designerad som ett biosfärområde av UNESCO.

## Geografi

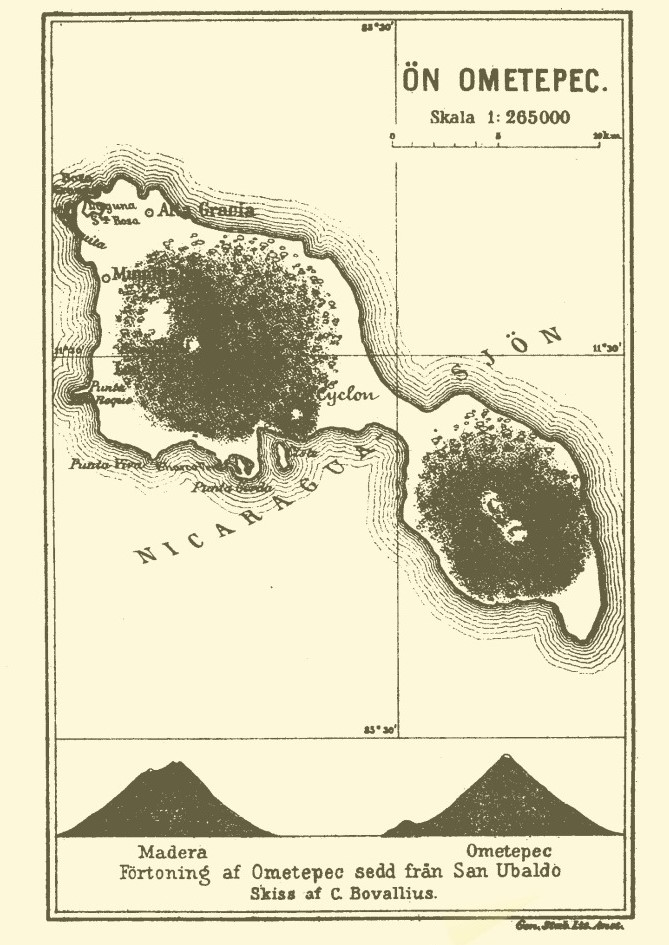
Ometepe har formen av ett timglas.

Ometepe är 31 km lång och mellan 5 och 10 km bred och har en yta på 274 km². 
Vulkanerna på ön heter Concepción och Maderas. Concepción, som är aktiv, är 1 610 meter hög. Maderas, som är inaktiv, når 1 394 meter över havet. Vulkanen Maderas är bevuxen med en tropisk molnskog, och vulkanens topp är ofta skymd av moln.
På ön finns det två kommuner (municipios), Altagracia och Moyogalpa, med sammanlagt 32 372 invånare (2012). Majoriteten bor på den norra delen av ön runt vulkanen Concepción. 
De två största orterna på ön är Altagracia med 4 081 invånare och Moyogalpa med 2 905 invånare (2005). Runt vulkanen Concepción ligger de mindre orterna La Concepción, La Flor, San Marcos, San Pedro och San José del Norte i norr, samt Esquipulas, Los Ángeles, San José del Sur och Urbaite i söder. De största orterna runt vulkanen Maderas är Balgue, Santa Cruz, Mérida, San Ramón och La Palma, som alla ligger vid eller nära kusten.

## Natur

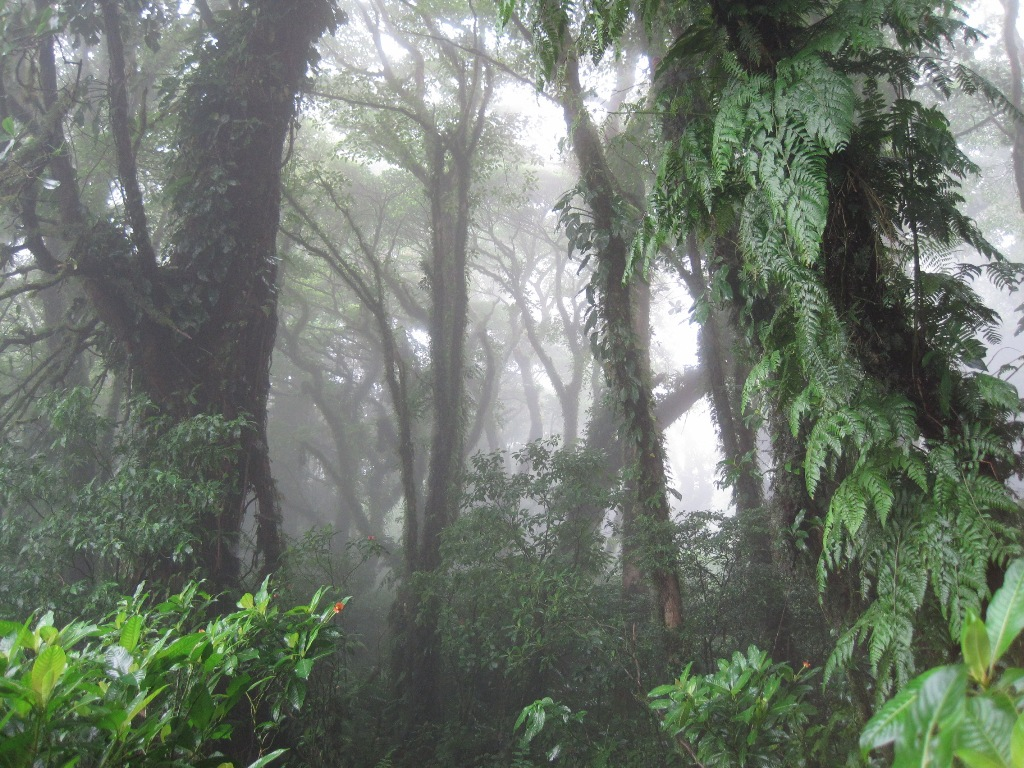
Molnskogen på Maderas sluttning.

Ometepe har tre fina naturreservat. Ett vardera runt vulkanerna Concepción och Maderas, med fina vandringsleder upp till topparna. Maderas sluttningar består av tät molnskog och på toppen finns en liten kratersjö som man kan simma i. Det tredje naturreservatet, Istián Peña Inculta, ligger på näset som sammanbinder de två öhalvorna. Där finns fina våtmarker med ett rikt fågelliv som kan beses antingen på vandringsstigar eller med hjälp av en kayak.
Vid stranden söder om vulkanen Concepción ligger den ekologiska parken Chaco Verde med en fin gångstig runt Laguna Chaco Verde.  
Öns finaste badstrand är Playa Santo Domingo på östra sidan av näset mellan de två öhalvorna.

## Transporter

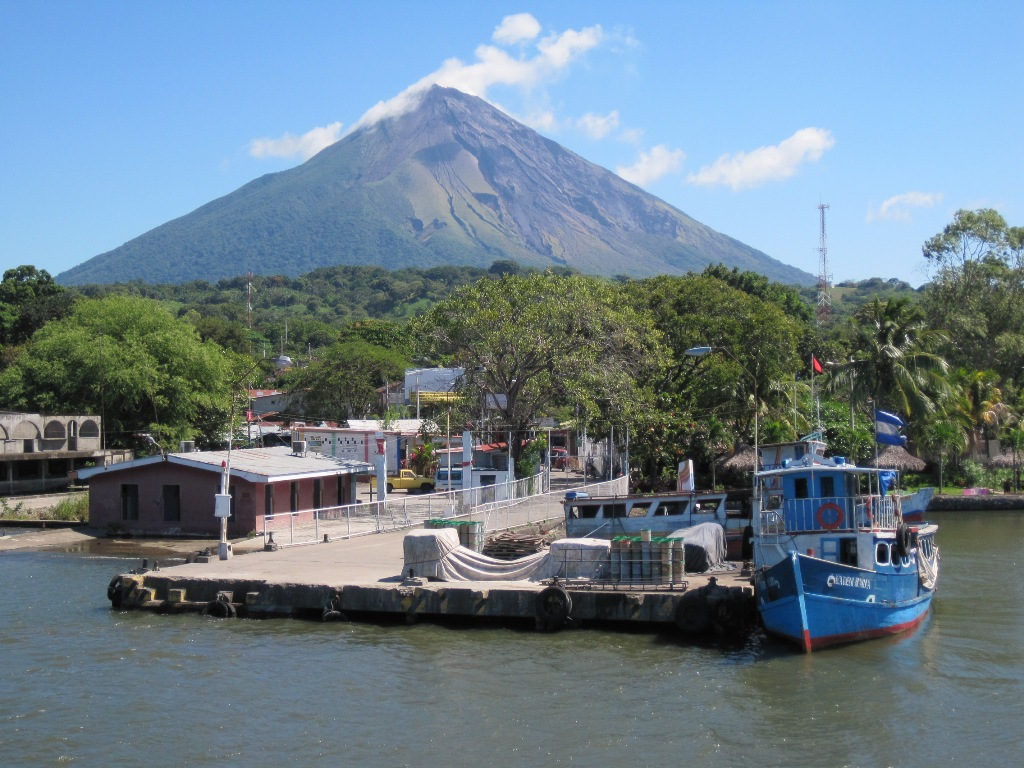
Hamnen i Moyogalpa med vulkanen Concepción i bakgrunden.

Ometepe är en populär turistdestination. Ön nås lättast med båt. De flesta reser från San Jorge på fastlandet varifrån det finns flera dagliga båtförbindelser till Moyogalpa på öns östra sida samt även en del turer till San José del Sur. Till Altagracia på norra ön har det tidvis funnits reguljär båttrafik till och från Granada, Morrito och San Carlos.
Ometepe har två ringvägar som går längs kusten runt vardera vulkanen, samt en 8 kilometer lång väg som sammanbinder de två öhalvorna. Vägen mella Moyogalpa och Altagracia är bra medan övriga vägar är av sämre standard.  

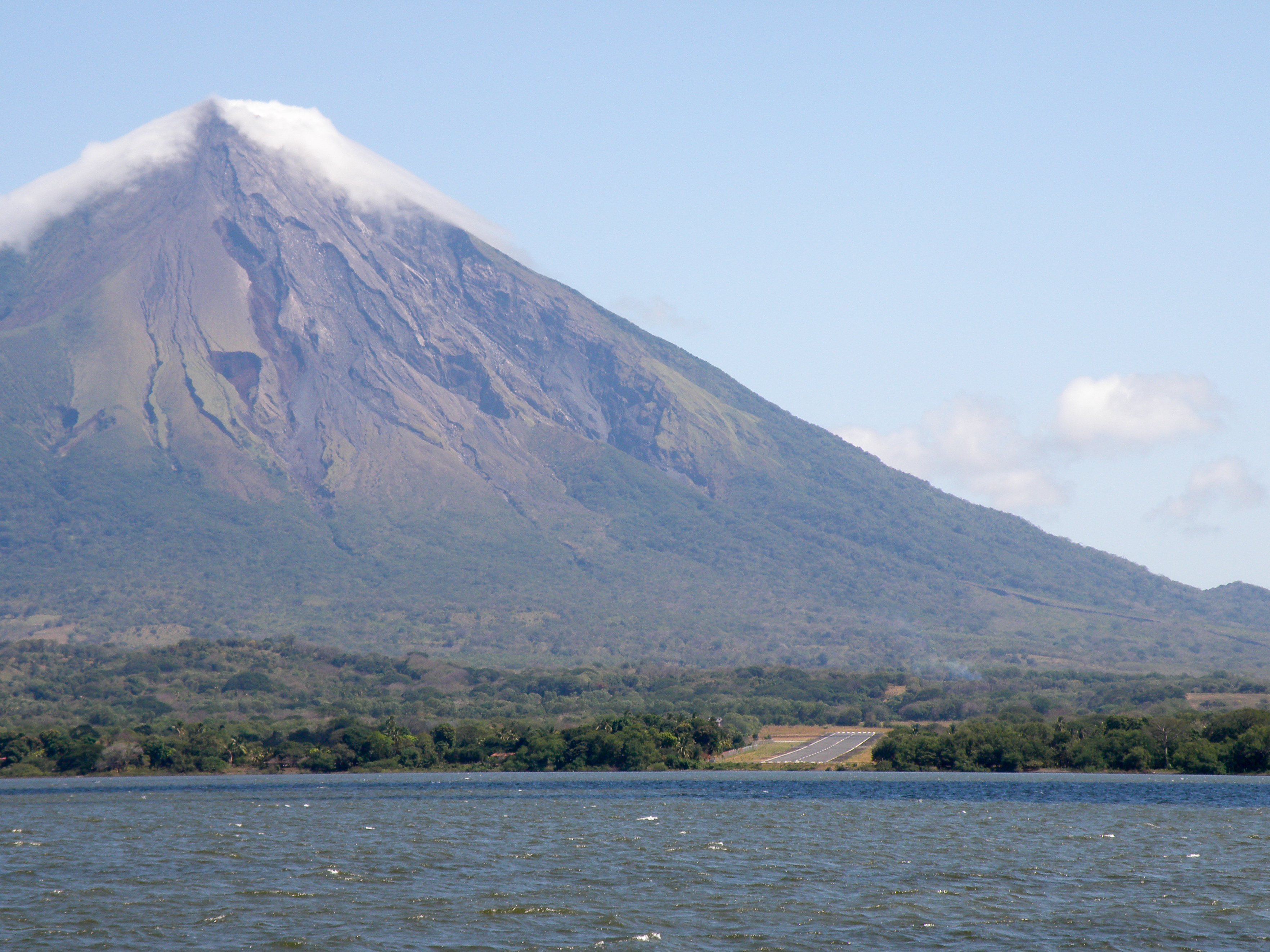
Flygplatsen på Ometepe.

Ön har en liten flygplats, Aeropuerto de Ometepe, ett par kilometer söder om Moyogalpa. Den har dock ingen reguljär flygtrafik.  